# Список колледжей и университетов Миссури
Список колледжей и университетов американского штата Миссури, США — колледжи и университеты определяются как аккредитованные высшие учебные заведения, присваивающие ученую степень. В настоящее время в штате действует 67 таких учебных заведений, в том числе тринадцать государственных университетов, тридцать девять частных четырехгодичных учебных заведений и тринадцать общественных колледжей. Кроме того, многие учебные
заведения за пределами штата предлагают курсы и степени в штатах Миссури. Классификации определены Фондом содействия обучению Карнеги.

## Система Миссурийского университета
Система Миссурийского университета (UM) — это университетская система штата, обеспечивающая централизованное управление четырьмя университетами, системой здравоохранения, программой повышения квалификации, пятью научно-исследовательскими и технологическими парками и издательством University of Missoury Press. В его четырех кампусах в настоящее время обучается более 64 000 студентов. Штаб-квартира находится в Колумбии, на территории первоначального кампуса. Программа повышения квалификации предусматривает дистанционное обучение и другие образовательные инициативы по всему штату. Система UM была создана в 1963 году, когда Миссурийский университет и его ответвление, Школа горнодобывающей промышленности и металлургии штата Миссури, были объединены с бывшим частным университетом Канзас-Сити и недавно созданным кампусом в пригороде Сент-Луиса.
| Школа                                       | Местоположение (а) | Контроль          | Тип[b]                                                                         | Зачисление | Основан |
| ------------------------------------------- | ------------------ | ----------------- | ------------------------------------------------------------------------------ | ---------- | ------- |
| Миссурийский университет                    | Колумбия           | Университет штата | Докторантура/исследовательский университет с очень высокой степенью активности | 33,266     | 1839    |
| Миссурийский университет в Канзас-Сити      | Канзас-Сити        | Университет штата | Докторантура/исследовательский университет высокой активности                  | 16,944     | 1933    |
| Миссурийский университет науки и технологий | Ролла              | Университет штата | Докторантура/исследовательский университет высокой активности                  | 8,838      | 1870    |
| Миссурийский университет в Сент-Луисе       | Сент-Луис          | Университет штата | Докторантура/исследовательский университет высокой активности                  | 16,989     | 1963    |

## Государственные университеты
| Школа                                     | Местоположение (а) | Контроль                                     | Тип[b]                               | Зачисление | Основан |
| ----------------------------------------- | ------------------ | -------------------------------------------- | ------------------------------------ | ---------- | ------- |
| Университет штата Харриса - Стоу          | Сент-Луис          | Исторически чёрные* Общественный университет | Бакалаврские колледжи                | 1,854      | 1857    |
| Университет Линкольна                     | Джефферсон-Сити    | Исторически чёрные Общественный университет  | Магистерские колледжи и университеты | 3,109      | 1866    |
| Южный университет штата Миссури           | Джоплин            | Общественный университет                     | Магистерские колледжи и университеты | 5,264      | 1937    |
| Университет штата Миссури                 | Спрингфилд         | Общественный университет                     | Докторские университеты              | 24,489     | 1905    |
| Западный университет штата Миссури        | Сент-Джозеф        | Общественный университет                     | Бакалаврские колледжи                | 5,508      | 1915    |
| Северо-западный университет штата Миссури | Мэривилл           | Общественный университет                     | Магистерские колледжи и университеты | 6,687      | 1905    |
| Юго-восточный университет штата Миссури   | Кейп-Джирардо      | Общественный университет                     | Магистерские колледжи и университеты | 10,738     | 1873    |
| Университет штата имени Трумэна           | Керксвилл          | Общественный университет                     | Магистерские колледжи и университеты | 5,880      | 1867    |
| Университет Центрального Миссури          | Уорренсберг        | Общественный университет                     | Магистерские колледжи и университеты | 14,395     | 1871    |

## Частные колледжи и университеты
| Школа                                | Местоположение (а) | Контроль                                              | Тип[b]                               | Зачисление (2009 г.) | Основан | Размер сотрудника |
| ------------------------------------ | ------------------ | ----------------------------------------------------- | ------------------------------------ | -------------------- | ------- | ----------------- |
| Университет Авила                    | Канзас-Сити        | Католическая церковь                                  | Бакалаврские колледжи                | 1,837                | 1916    | 201-500           |
| Центральный методистский университет | Файетт             | Методист                                              | Бакалаврские колледжи                | 1,000                | 1854    | 201-500           |
| Озаркский колледж                    | Пойнт-Лукаут       | Пресвитерианская церковь (США)                        | Бакалаврские колледжи                | 1,600                | 1906    | 51-200            |
| Колумбийский колледж                 | Колумбия           | Частный                                               | Магистерские колледжи и университеты | 3,000                | 1851    | 1,001-5,000       |
| Колледж Котти                        | Невада             | Нерелигиозная неполитическая общественная организация | Бакалаврские колледжи                | 325                  | 1884    | 51-200            |
| Калвер–Стоктон Колледж               | Кантон             | Ученики Христа                                        | Бакалаврские колледжи                | 821                  | 1853    | 51-200            |
| Университет Друри                    | Спрингфилд         | Христианин                                            | Магистерские колледжи и университеты | 5,474                | 1873    | 201-500           |
| Евангельский университет             | Спрингфилд         | Ассамблеи Бога                                        | Бакалаврские колледжи                | 1,850                | 1955    | 51-200            |
| Университет Фонтбонн                 | Клейтон            | Католическая церковь                                  | Бакалаврские колледжи                | 2,950                | 1923    | 201-500           |
| Университет Ханнибала-Лагранжа       | Ханнибал           | Южный Баптист                                         | Бакалаврские колледжи                | 1,150                | 1858    | 51-200            |

## Ассоциированные (общественные) колледжи

### Общественные
- Колледж Краудера
- Восточно-центральный колледж
- Колледж Джефферсона
- Столичный общественный колледж
- Минеральный колледж
- Университет штата Миссури в Уэст-Плейнсе
- Общественный колледж района Моберли
- Северо-Центральный колледж штата Миссури
- Озаркский технический общественный колледж
- Сент-Чарльзский общественный колледж
- Общественный колледж Сент-Луиса
- Общественный колледж Стейт-Фер
- Миссурийский технический колледж штата
- Общественный колледж Три-Риверса

### Частный
- Технический колледж Тендрилс

## Духовные семинарии
- Богословская семинария Ассамблеи Бога
- Баптистский библейский колледж
- Центральный библейский колледж
- Центральный христианский колледж Библии
- Конкордия семинария
- Богословская семинария Завета
- Эдемская духовная семинария
- Семинария Кенрика-Гленнона
- Среднезападная баптистская теологическая семинария
- Назарянинская духовная семинария
- Христианский колледж Озарка
- Христианский колледж Сент-Луиса
- Школа богословия Святого Павла
- Уршанская высшая школа богословия

## Особый фокус
- Университет Э. T. Стилла
- Институт искусств Канзас-Сити
- Канзасский университет медицины и биологических наук
- Колледж хиропрактики Логана
- Сент-Луисский фармацевтический колледж
- Колледж медсестёр и медицинских наук Юго-восточного Миссури

## Несуществующие учреждения
- Военная академия и колледж Вентворт (1880—2017), Лексингтон